# Þeistareykir
Þeistareykir ist ein Vulkansystem im Norden Islands, das nach einem nahegelegenen verlassenen Hof benannt ist. Der dazugehörige Zentralvulkan ist der Schildvulkan Þeistareykjabunga.

## Allgemeines
Das auf der Halbinsel Tjörnes östlich von Húsavík gelegene System befindet sich im Hochland von Island. Es liegt gleichzeitig südlich des Öxarfjörður, ist etwa 30 km lang und erstreckt sich von SSW nach NNO bis zum Fjord.
Es ist in der geologischen Literatur umstritten, wann die letzten Ausbrüche des Systems stattfanden. Dies hängt davon ab, ob man die Mánáreyjar dazurechnet oder nicht. Das Vulkansystem gilt in jedem Falle nach wie vor als aktiv, zumal ein bedeutendes Hochtemperaturgebiet sich in der Nähe des Zentralvulkans befindet.

## Mánáreyjar

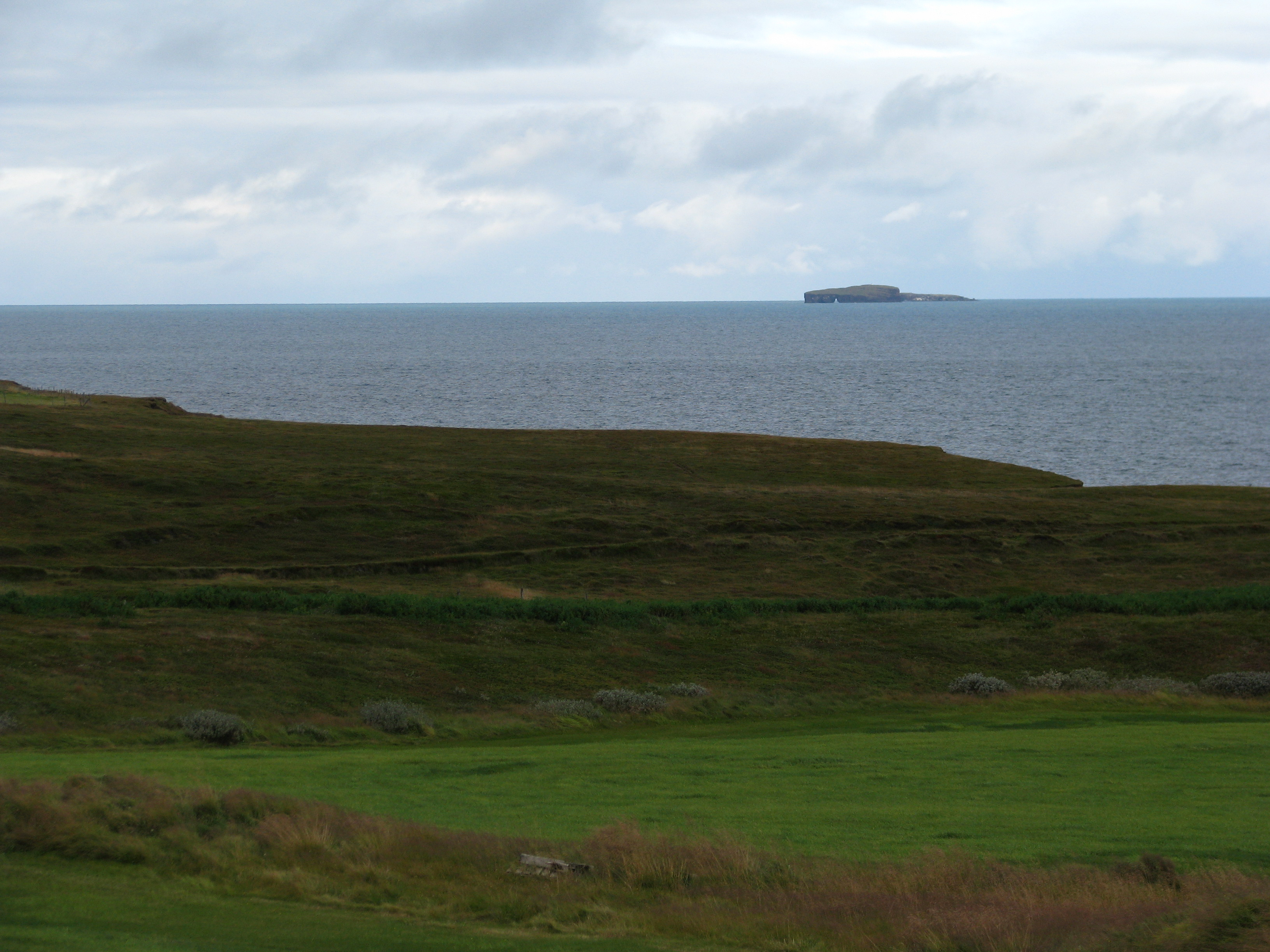
Mánáreyjar

Die dem Öxarfjörður vorgelagerte Inselgruppe der Mánáreyjar wird von manchen Wissenschaftlern (Þor Þorðarson, Ármann Höskuldsson) noch zu diesem Vulkansystem gezählt, von anderen hingegen als eigenes System angesehen (Ari Trausti Guðmundsson).
Die beiden Inseln heißen Háey (dt. hohe Insel) und Lágey (dt. niedrige Insel) und befinden sich etwa 9 km nördlich des Hofes Máná, der seinerseits der nördlichste Hof der Gemeinde Suður-Þingeyjarsýsla ist. Die Inseln sind Eigentum des Hofes und Lágey wird im Sommer beweidet. Auf dem Hof befinden sich eine Wetterstation und eine Polarlichtbeobachtungsstation der Japaner (vgl. Augastaðir im Reykholtsdalur, Borgarfjörður).
Im Jahre 1867 entstand durch einen Vulkanausbruch auf dem Meeresgrund eine dritte Insel, die jedoch bald vom Meer gänzlich erodiert wurde.
Etliche Schäreninseln umgeben die Mánáreyjar.

## Eigentumsstreit und Umwelteinflüsse
Das Vulkansystem und besonders das Hochtemperaturgebiet waren in den Jahren 2007 und 2008 oft in der isländischen Presse präsent. Es ging dabei um Eigentumsrechte und Umweltschutz. Der Staat und die Firma Þeistareykir möchten dort ein weiteres Geothermalkraftwerk bauen. Im September 2008 wurde die Erlaubnis nochmals bestätigt Probebohrungen durchzuführen. Die Energie soll vor allem einem weiteren Aluminiumwerk verkauft werden, dessen Errichtung bei Bakki in der Nähe von Húsavík geplant ist. Die Naturschützer wenden sich gegen diese Pläne.